# Susanne M. Riedel

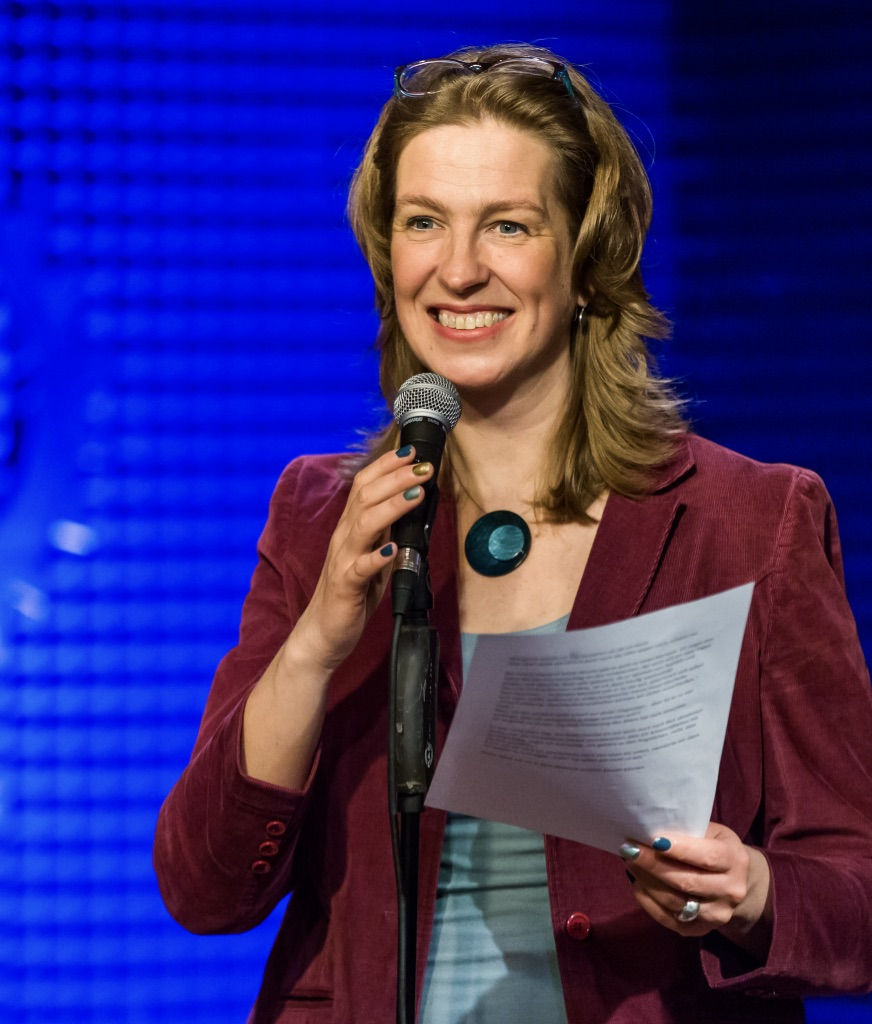
Susanne M. Riedel 2019

Susanne M. Riedel (* 1971 in Berlin-Lichterfelde) ist eine deutsche Autorin, Komikerin und Vorleserin. 

## Leben und Werk
Bis zum 45. Lebensjahr arbeitete Riedel als Sozialpädagogin im Gesundheitswesen. 
2015 begann sie, auf Lesebühnen eigene Texte vorzulesen, und gewann bei ihrem ersten Auftritt den 1. Preis eines Poetry Slam, darauf folgte bis 2018 die Mitwirkung bei der Lesebühne "Für_Wort" in Berlin, Schöneberg. 
Seit 2018 gehört sie zum Ensemble der Berliner Lesebühne Der Frühschoppen, seit 2020 gehört sie auch der Reformbühne Heim & Welt an.
Mehrere Auftritte im Fernsehen hatte sie in der Kabarett-Sendung Ladies Night in der ARD.
Seit 2021 veröffentlicht Riedel Bücher mit humoristischen Kurzgeschichten im Satyr Verlag und schreibt Artikel z. B. für die taz. Mit dem Liedermacher Lukas Meister tritt sie seit 2024 als Duo Riedel & Meister auf.
Susanne M. Riedel lebt mit ihrer Familie in Berlin, sie hat zwei Söhne.

## Veröffentlichungen
- Ich hab mit Ingwertee gegoogelt: Mein Leben in Autokorrektur. Satyr Verlag, 2021, ISBN 978-3947106721
- Lebensmitteallergie: Mein Leben in Autokorrektur. Satyr Verlag, 2024, ISBN 978-3910775084